# متصفح ويب نصي

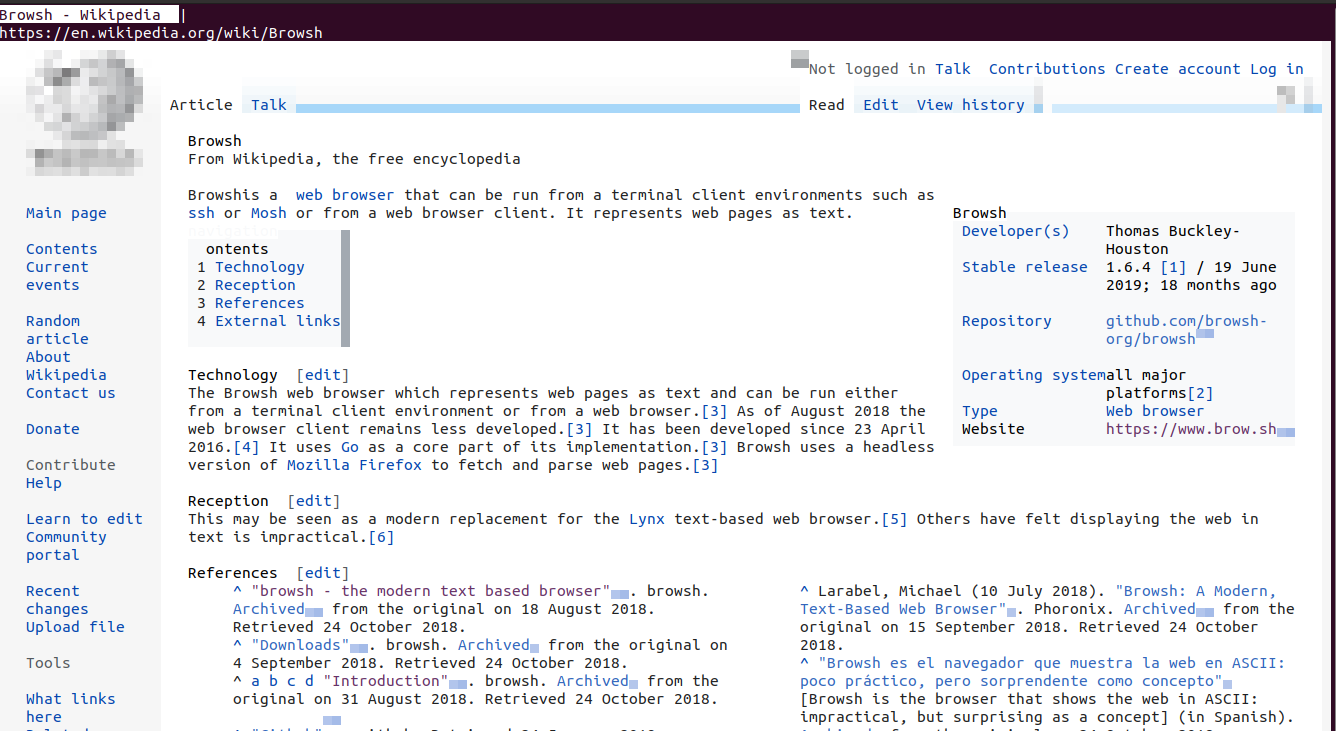
لقطة شاشة لمتصفح بروش النصّي على صفحة في ويكيبيديا الإنجليزيَّة

المتصفحات النَصِّية أو متصفحات الويب النَصِّية هو نوع مِن مُتصفحات الويب تقوم بزيارة صفحات الويب دون إظهار بُنية صفحات الويب أو كائناتهِا البيانيَّة؛ فهي تقوم بِإِظهَار النُصوص فقط على الشاشة، تتميَّز بِسُرعة إظهار صفحات الويب فيها؛ لأنَّها لا تنقل الوسائط مثل الصور والصوت وغيرها التي تتطَّلب حجمًا كبيرًّا للذَّاكرة، مثل لينكس ولنكس ودبليو 3 إم.

## انظُر أيضًا
- بيئة التشغيل النصية
- صفحة ويب

## قراءة مُتعمقة
- "Why installing a text-mode web browser is a good idea" [لماذا يعد تثبيت متصفح ويب نصي فكرةً جيدة]. بي سي ورلد [الإنجليزية]. 24 مايو 2017. مؤرشف من الأصل في 2023-05-08. اطلع عليه بتاريخ 2023-05-08.